# Yrjö Engeström
Yrjö Engeström (* 1948) ist ein finnischer Pädagoge und Professor an der Universität Helsinki. Seine Arbeiten basieren auf der kulturhistorischen Schule der Tätigkeitstheorie und er begründete den Begriff des expansiven Lernens.